# Borea (destroyer, 1927)
Pour les articles homonymes, voir Borea (destroyer).
Le Borea (fanion « BR ») était un destroyer italien de la classe Turbine lancé en 1927 pour la Marine royale italienne (en italien : Regia Marina). 

## Conception et description
Les destroyers de la classe Turbine étaient des versions agrandies et améliorées de la classe Sauro. Afin d'améliorer leur vitesse, ils ont été allongés et dotés de machines de propulsion plus puissantes que les navires précédents. Ils disposaient ainsi de plus d'espace pour le carburant, ce qui augmentait également leur endurance.
Ils avaient une longueur totale de 93,2 mètres, une largeur de 9,2 mètres et un tirant d'eau moyen de 3 mètres. Ils déplaçaient 1 090 tonnes  à charge normale et 1 700 tonnes à pleine charge. Leur effectif était de 12 officiers et 167 sous-officiers et marins.
Les Turbine étaient propulsées par deux turbines à vapeur à engrenage Parsons, chacune entraînant un arbre d'hélice à l'aide de la vapeur fournie par trois chaudières Thornycroft. La puissance nominale des turbines était de 40 000 chevaux (30 000 kW) pour une vitesse de 33 nœuds (61 km/h) en service , bien que les navires aient atteint des vitesses supérieures à 36 nœuds (67 km/h) pendant leurs essais en mer alors qu'ils étaient légèrement chargés. Ils transportaient 274 tonnes de fuel, ce qui leur donnait une autonomie de 3 200 milles nautiques (5 900 km) à une vitesse de 14 nœuds (26 km/h).
Leur batterie principale était composée de quatre canons de 120 millimètres dans deux tourelles jumelées, une à l'avant et une à l'arrière de la superstructure. La défense antiaérienne des navires de la classe Turbine était assurée par une paire de canons AA de 40 millimètres "pom-pom" dans des supports simples au milieu du navire et un support jumelé pour des mitrailleuses Breda Model 1931 de 13,2 millimètres. Ils étaient équipés de six tubes lance-torpilles de 533 millimètres dans deux supports triples au milieu du navire. Les Turbine pouvaient transporter 52 mines.

## Construction et mise en service
Le Borea est construit par le chantier naval Ansaldo à Sestri Ponente en Italie, et mis sur cale le 29 avril 1925. Il est lancé le 28 janvier 1927 et est achevé et mis en service le 24 novembre 1927. Il est commissionné le même jour dans la Regia Marina.

## Histoire du service
D'abord affecté au Ve escadron de destroyers, en mars 1928 le Borea est plutôt affecté au Ier escadron de destroyers, opérant en fonction d'entraînement dans la mer Tyrrhénienne.
En 1928, le destroyer fait une croisière à Ibiza, suivie l'année suivante d'une seconde à Tripoli, tandis qu'à l'été 1930, il participe, avec le reste du Ier escadron et d'autres navires de la Ire escadre, à un voyage en mer Égée avec des escales à Nauplie, Thessalonique, Rhodes et d'autres endroits du Dodécanèse.

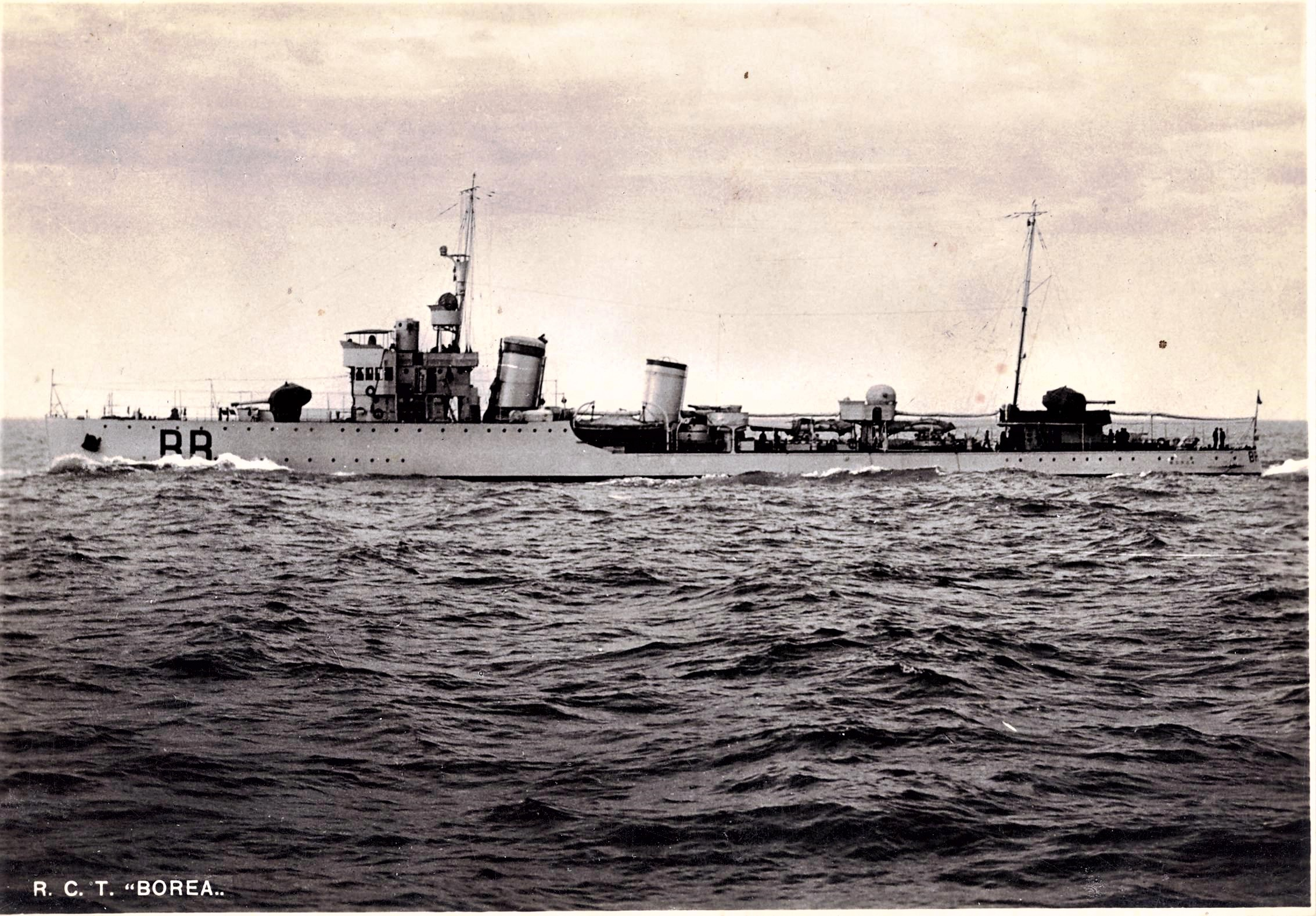
Le Borea en navigation.

En 1929, le Borea forme, avec ses navires-jumeaux (sister ship) Espero, Ostro et Zeffiro, le Ier escadron de la Ire flottille de la Ire division de torpilleurs, qui fait partie de la Ire escadre navale, basée à La Spezia.
En 1931, le Borea, ainsi que ses navires-jumeaux Ostro, Turbine et Aquilone, les destroyers Daniele Manin et Giovanni Nicotera et le croiseur éclaireur Pantera, forment la Ire flottille de Destroyers, affectée à la IIe division de la Ire escadre.
Au début des années 1930, le destroyer subit quelques modifications, comme le renforcement de l'armement anti-aérien avec le chargement d'une mitrailleuse jumelée de 13,2/76 mm, l'amélioration des installations à bord et l'installation d'un poste de tir de type "Galileo-Bergamini", testé avec succès sur les unités jumelles de la Ire escadrille.
En 1934, l'unité, avec le Espero, le Ostro et le Zeffiro, forme le IVe escadron de destroyers, affectée, avec le VIIIe escadron de destroyers (compose par les quatre autres unités de la classe Turbine), à la IIe division navale (croiseurs lourds Fiume et Gorizia).
D'octobre 1936 à novembre 1938, la Borea participe à la guerre civile d'Espagne. A l'automne 1936, basé à Trapani, il effectue quatre croisières de surveillance, tandis qu'au cours de l'été 1937, il effectue trois missions contre la contrebande de marchandises destinées aux troupes républicaines espagnoles et, à l'été 1938, déployé dans les îles Baléares, il est employé au contrôle de ces eaux et à l'escorte de convois transportant des fournitures pour les troupes franquistes. Pendant cette période, le navire poursuit également le service normal de l'escadron et du département.

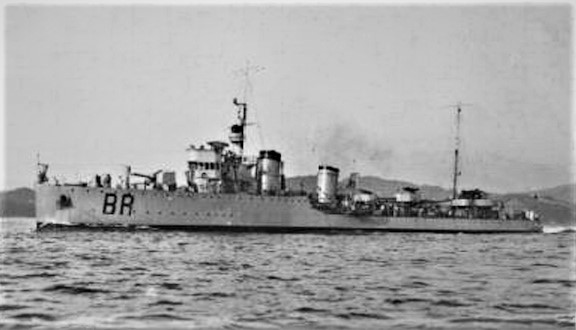
Le Borea photographié en mer dans les années 1930.

Dans les derniers mois de 1938, le destroyer est temporairement basé à Tobrouk, tandis que l'année suivante (printemps 1939), avant de retourner à la base libyenne en alternance avec des navires-jumeaux, il participe aux opérations d'occupation de l'Albanie.
Le 10 juin 1940, date de l'entrée de l'Italie dans la Seconde Guerre mondiale, le Borea appartient au IIe escadron de destroyers, basé à Tarente, qui se forme avec les navires-jumeaux Espero, Ostro et Zeffiro.
Dans les premiers mois de la guerre, le destroyer effectue deux missions d'escorte de convois de la Sicile à la Libye.
Le soir du 16 septembre 1940, le Borea est amarré au Molo Sottoflutto du port de Benghazi, la poupe tournée vers le quai, entre le torpilleur Cigno, à bâbord, et, à tribord, le navire à moteur Città di Livorno,. A 19h30 est arrivé au port un convoi composé des vapeurs Maria Eugenia etGloriastella et escorté par le torpilleur Fratelli Cairoli. Or, ces unités ont été repérées par un hydravion de reconnaissance Short Sunderland la veille et, par conséquent, le commandant de la Mediterranean Fleet (flotte méditerranéenne britannique), l'amiral Andrew Browne Cunningham, ordonne un raid sur Benghazi par quinze bombardiers-torpilleurs Fairey Swordfish utilisés pour l'occasion comme bombardiers (neuf de ces appareils, en fait, sont utilisés comme bombardiers), appartenant au 815e escadron (815th Squadron) de la Fleet Air Arm, transporteraient des bombes explosives de 227 et 114 kilogrammes et des bombes incendiaires de 45 kilogrammes, tandis que les six autres, appartenant au 819e escadron (819th Squadron), poseraient des mines magnétiques Mk I de 680 kilogrammes à l'entrée du port).
Au cours de la nuit suivante, à partir de 00h30, la base libyenne est attaquée par des bombardiers britanniques,. Après avoir survolé le port pour localiser les navires à frapper, les Swordfish effectuent un premier passage dans une direction nord-ouest/sud-est à 12h57, coulant le Gloriastella et endommageant le Cigno gravement, le remorqueur Salvatore Prim et le ponton de chars Giuliana. Après s'être dirigé vers la terre, les Swordfish effectuent un deuxième passage, au cours duquel une première bombe tombe, sans faire de dégâts, entre la Borea et le Città di Livorno. Quelques secondes plus tard - à une heure de la nuit - une deuxième bombe, une bombe de 227 kg, frappe le Borea au niveau du parapet de la plate-forme bâbord de la mitrailleuse 40/39 mm, située au milieu du navire, perçant plusieurs ponts et explose sous la ligne de flottaison, provoquant immédiatement une vaste et rapide inondation (pour d'autres sources la bombe perce tous les ponts et explose sous l'eau, sous la quille du destroyer,)

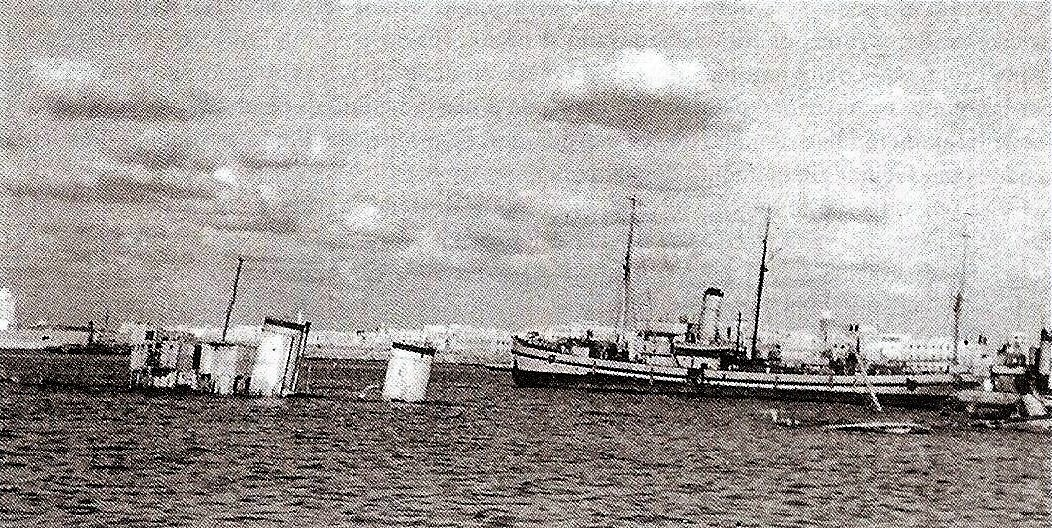
L'épave du Borea en août 1941, pendant les travaux de démolition.

Cassé au niveau de la quille, le Borea coule en quelques minutes: la plupart des membres de l'équipage l'abandonnent sans même sauter à l'eau, descendant sur le quai le long de la passerelle, tandis que d'autres hommes, plongeant dans la mer, rejoignent à la nage le Aquilone, amarré au quai principal et situé à moins de deux cents mètres,. Tous les survivants, ramenés à terre, sont ensuite envoyés dans des abris antiaériens. Outre le Borea et le Gloriastella, le Maria Eugenia est également coulé lors de l'attaque, touché lors du deuxième passage..
Malgré la rapidité du naufrage, on ne dénombre qu'une seule victime parmi l'équipage du destroyer, un soutier qui, au moment de l'attaque, dormait dans la chaufferie numéro 3, près de la zone où la bombe a explosé: l'homme s'est avéré être porté disparu. Un autre membre d'équipage est légèrement blessé.
L'épave gît, restant dans l'assiette (légèrement inclinée sur le côté tribord) mais non stabilisée, sur un fond marin de dix mètres. Les superstructures et une partie de la zone arrière extrême du Borea sont restées émergées des eaux du port. Privé de son artillerie peu après le naufrage, le navire est ensuite démoli sur place.

## Galerie photos

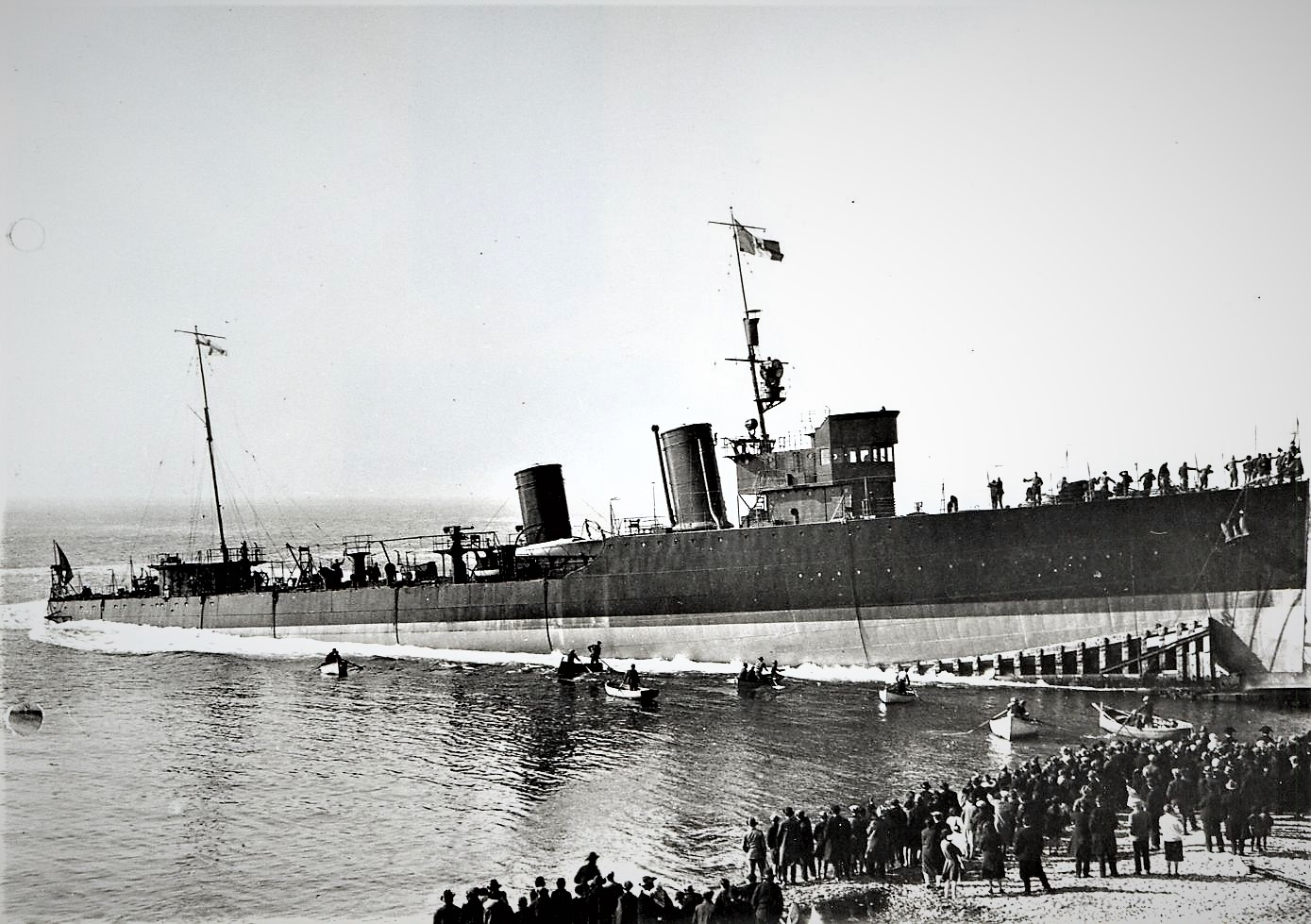
Le lancement du Borea, le 28 janvier 1927.
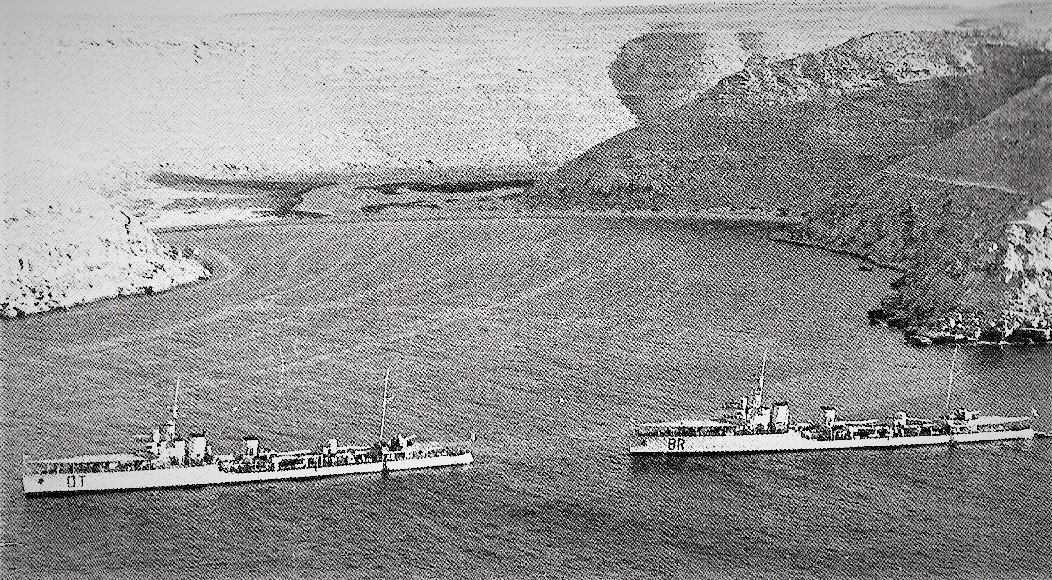
Le Borea et son jumeau Ostro à l'ancre dans les eaux de Bardia, au printemps 1940.
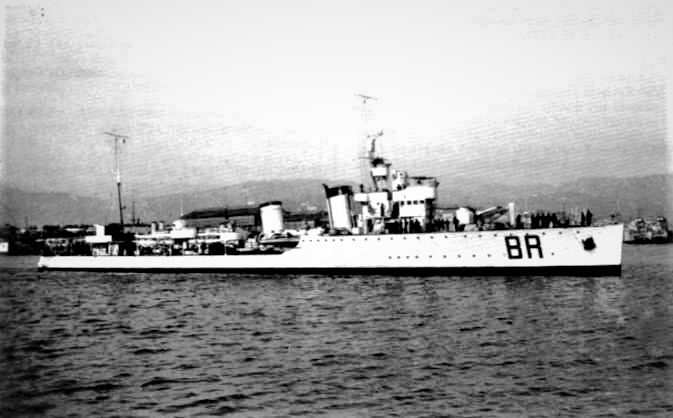
Le destroyer en 1932.

## Sources
- (it) Cet article est partiellement ou en totalité issu de l’article de Wikipédia en italien intitulé « Borea (cacciatorpediniere 1927) » (voir la liste des auteurs).